# I Will Buy You a New Life
Singles de Everclear
Everything to Everyone
(1997) Father of Mine
(1998)
I Will Buy You a New Life est une chanson de rock du groupe Everclear issue de leur album de 1997 So Much for the Afterglow (en). Le titre atteint le numéro trois sur la liste Hot Modern Rock Tracks, le numéro 20 sur le Hot Adult Top 40 Tracks, et le numéro 31 sur le Top 40 Mainstream dans le magazine Billboard.

## Écriture et inspiration
Dans une interview accordée à Songfacts en octobre 2003, le chanteur Art Alexakis déclare : « Quand [ma fille] était bébé, moi et mon ex-femme, avant même d'être mariés, nous allions dans ce quartier chic de West Hills, et nous regardions les maisons. Nous prenions des hamburgers et nous nous promenions en voiture, en fantasmant. Et puis un jour, après le succès d'Everclear, j'ai pu acheter une maison là-bas. Mais il ne s'agissait pas d'argent, il s'agissait d'un autre type de vie, de se donner entièrement à une autre personne. Pour moi, c'est la chanson romantique par excellence. Ça et Good Witch Of The Nort »,.

## Liste des pistes
CD, Single, Promo
1. I Will Buy You a New Life (Remix - Neal Avron) - 3:57
2. I Will Buy You a New Life - 3:58

Australian CD single
1. I Will Buy You a New Life - 3:58
2. So Much for the Afterglow (live) - 4:04
3. Heroin Girl (live) - 2:28
4. Local God (live) - 3:58

## Classements
| Classement (1998)              | Meilleure position |
| ------------------------------ | ------------------ |
| Canada (Top Singles)           | 49                 |
| Canada (Rock/Alternative)      | 1                  |
| États-Unis (Radio Songs)       | 33                 |
| États-Unis (Adult Pop Songs)   | 20                 |
| États-Unis (Alternative Songs) | 3                  |
| États-Unis (Mainstream Rock)   | 20                 |
| États-Unis (Pop Airplay)       | 31                 |

| Classement (1998)                     | Position |
| ------------------------------------- | -------- |
| Canada Rock/Alternative (RPM)         | 24       |
| US Hot 100 Airplay (Billboard)        | 73       |
| US Adult Top 40 (Billboard)           | 44       |
| US Mainstream Rock Tracks (Billboard) | 84       |
| US Modern Rock Tracks (Billboard)     | 9        |